# Otton Ier de Chiny
Pour les articles homonymes, voir Otton de Chiny.
Ne doit pas être confondu avec Otton de Vermandois.
Un Otton de Vermandois est cité dans une charte de 958 aux côtés de son père Albert Ier, comte de Vermandois. Son nom, ainsi que celui de son frère Liudolphe montre une ascendance issue des rois de Germanie de la famille de Saxe, ce qui est effectivement le cas, car sa mère Gerberge de Lotharingie est nièce de l'empereur Otton Ier. Cet Otton de Vermandois est signalé comme un seigneur querelleur, qui menaça le Hainaut et le Cambrésis.
Un Otton édifia vers 971 la forteresse de Warcq, en Ardennes, et s'attaqua à ses voisins, dont l'évêque Adalbéron de Reims. Il est mentionné comme étant d'ascendance impériale.
Il y a également un certain nombre d'autres faits qui incitèrent les historiens Ferdinand Lot et Léon Vanderkindere, à la fin du XIXe siècle, à voir dans ces deux Otton un unique personnage historique. 
Otton de Warcq fut le fondateur du comté de Chiny, bien qu'il n'en portât probablement pas le titre, et mourut vers 987.

## Mariage et enfant
Son épouse est inconnue. Il est possible que celle-ci soit issue des comtes de Verdun de la maison d'Ardenne, soit une descendance de Wigéric de Bidgau et de Cunégonde de France, petite-fille de Louis II le Bègue, roi de France. Cela expliquerait le nom de son fils et la nomination de celui-ci comme comte de Verdun en 1024.
Otton de Warcq a eu :
- Louis Ier, mort en 1025, comte de Chiny et de Verdun.

## Source
- Christian Settipani, La Préhistoire des Capétiens (Nouvelle Histoire généalogique de l'auguste maison de France, vol. 1), Villeneuve-d'Ascq, éd. Patrick van Kerrebrouck, 1993, 545 p. (ISBN 978-2-95015-093-6).